# Corriente marina

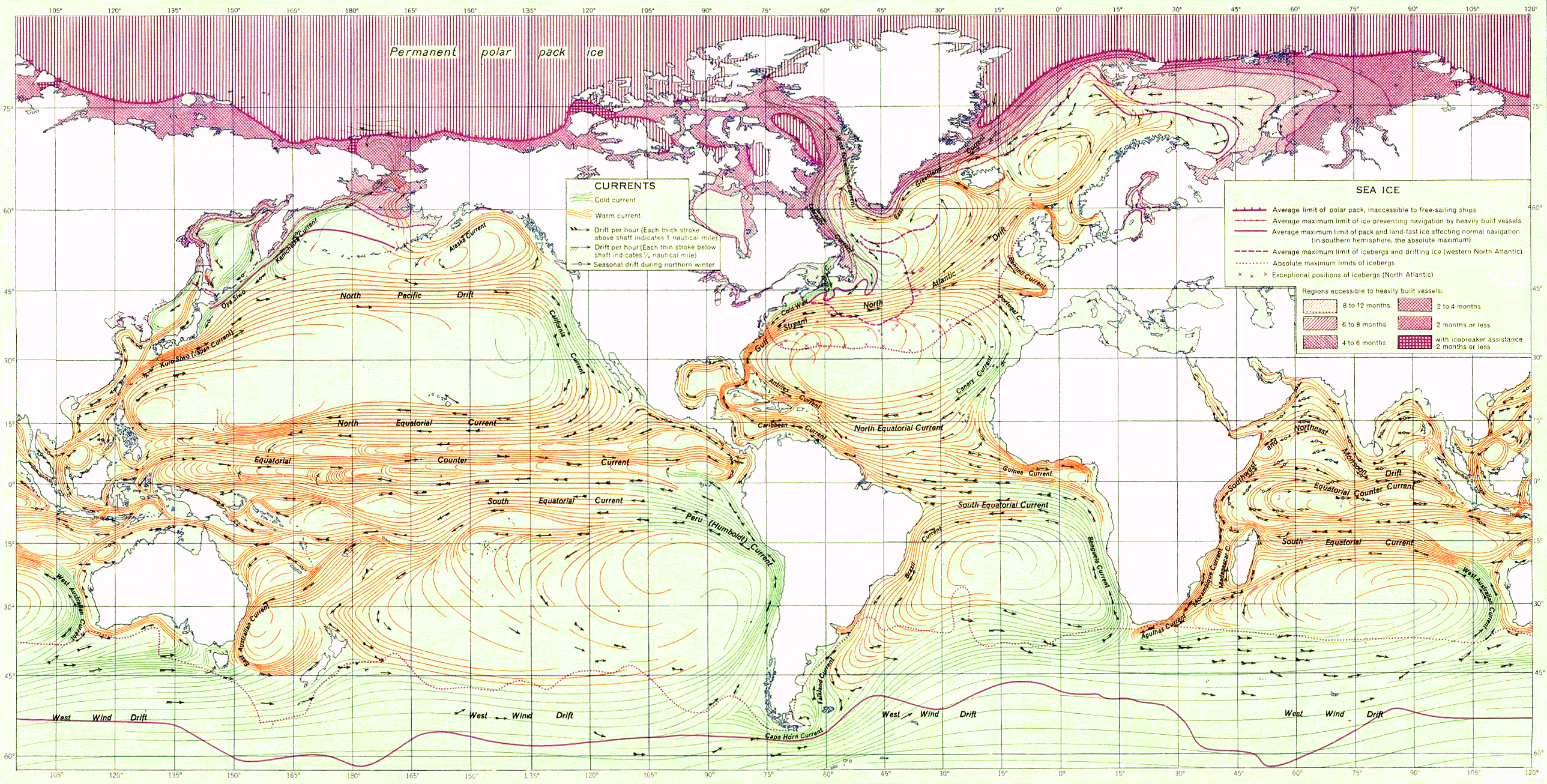
Corrientes marinas en la superficie de los océanos y mares. Se representan de rojo las corrientes marinas cálidas; en amarillo el afloramiento de aguas profundas y frías en costas occidentales continentales; en verde las corrientes que este afloramiento origina; y en morado la capa superficial de hielo oceánico. La dirección de las corrientes aparece indicada en flechas de color negro.

Una corriente oceánica o corriente marina es un movimiento de las aguas en los océanos y, en menor grado, de los mares más extensos. Estas corrientes tienen multitud de causas, principalmente, el movimiento de rotación terrestre (que actúa de manera distinta y hasta opuesta en el fondo del océano y en la superficie), así como el movimiento de traslación de la Tierra, la configuración de las costas y la ubicación relativa de los continentes. En cambio, los vientos constantes o planetarios constituyen prácticamente una causa inexistente, ya que algunas coincidencias entre las corrientes y los vientos planetarios se deben a que comparten una causa común, es decir, los movimientos astronómicos de la Tierra.
Así pues, suele quedar entendido que el concepto de corrientes marinas se refiere a las corrientes de agua en la superficie de los océanos y mares (como puede verse en el mapa de corrientes) mientras que las corrientes submarinas no serían sino movimientos de compensación de las corrientes superficiales. Esto significa que si en la superficie las aguas superficiales van de este a oeste en la zona intertropical por inercia (debido al movimiento de rotación terrestre, que es de oeste a este), en el fondo del océano, las aguas se desplazarán siguiendo ese movimiento de rotación de oeste a este. Sin embargo, hay que tener en cuenta que las aguas en el fondo submarino se desplazan con la misma velocidad y dirección que dicho fondo, es decir, con la misma velocidad y dirección que tiene la superficie terrestre por debajo de las aguas oceánicas. En el fondo oceánico, la enorme presión de las aguas es lo que origina una temperatura uniforme de dichas aguas en un valor que se aproxima a los 4 °C, que es cuando el agua alcanza su máxima densidad. Como resulta lógico, no existirá ningún desplazamiento relativo entre el fondo del océano y las aguas que lo cubren porque en dicho fondo, tanto la parte terrestre como oceánica, se desplazan a la misma velocidad. Sin embargo, se presenta una excepción en las corrientes frías de la zona intertropical, lo que se debe a la surgencia o  ascenso de aguas frías del fondo submarino cuando llegan al talud continental cerca de la costa.
El movimiento de compensación de las corrientes marinas no solo se produce entre la superficie y el fondo submarino, sino también en la propia superficie ya que, por ejemplo, las corrientes que se originan en las costas occidentales de los continentes en la zona intertropical, que son de aguas frías porque proceden del fondo submarino, después de un viaje de miles de km cruzando los principales océanos llegan a convertirse en corrientes cálidas al llegar a las costas orientales de los continentes (Asia, África, América) contribuyendo así a una compensación de la energía almacenada y después disipada de las aguas oceánicas. Estas influyen en el clima, ya que, de acuerdo a su temperatura, pueden llevar calor y humedad a algunas regiones o inhibir la evaporación y las lluvias en otras (consultar el fenómeno de subsidencia atmosférica).

## Origen
Desde hace unas cuantas décadas se sabe que la estructura de las corrientes marinas a escala global es tridimensional, con movimientos horizontales en la superficie, en los que el viento y, sobre todo, la inercia producida por la rotación terrestre, juegan un importante papel y con movimientos verticales, en los que la configuración del relieve submarino y de las costas modifican los efectos de la rotación de la Tierra, que crea una fuerza centrífuga tendente a «abultar» el nivel oceánico a lo largo de la circunferencia ecuatorial. Se trata de la corriente ecuatorial que se dirige, por inercia, en sentido contrario a la rotación terrestre.
En el fondo submarino tanto del océano Atlántico como del Pacífico, el agua acompaña a la litosfera en el movimiento de rotación terrestre y ello se debe a la enorme presión que soportan esas aguas abisales. Pero al llegar a las costas occidentales de los continentes, el talud continental, que constituye un plano inclinado, actúa como una especie de "ascensor" para elevar esas aguas profundas, haciéndolas subir y creando lo que se denomina surgencia de aguas frías, lo que viene a ocasionar una corriente, esta vez superficial, que se desplaza hacia el ecuador a lo largo de esas costas occidentales y al llegar a la zona ecuatorial son desviadas por la fuerza centrífuga del movimiento de rotación terrestre hasta tomar la dirección contraria a la que tenían las aguas profundas, es decir, de este a oeste.
De esta manera se originan en las costas occidentales de los continentes corrientes de aguas sumamente frías (con relación a la temperatura atmosférica) ya que emergen de gran profundidad: recordemos que las aguas profundas del océano se encuentran a una temperatura aproximada de 4 °C, ya que a esta temperatura es cuando alcanzan su densidad máxima. 
Otra razón de las corrientes marinas se encuentra en la estructura interna de la Tierra que genera una fuerza en gran parte contraria a la fuerza centrífuga del movimiento de rotación terrestre. Se trata de la fuerza centrípeta de atracción terrestre hacia el centro de la Tierra como planeta. Esta fuerza centrípeta varía, como es lógico, de acuerdo con la distancia al centro de la Tierra, que es, en líneas generales, máxima en el ecuador (donde la fuerza centrípeta es menor) y mínima en los polos, donde la atracción de la Tierra es mayor.
En resumen, los patrones de circulación de las aguas oceánicas se originan por una compleja síntesis de fuerzas que actúan de forma diversa y variable en el tiempo y en el espacio, siendo las más importantes de estas fuerzas: el movimiento de rotación terrestre y la fuerza centrífuga determinada por dicho movimiento, el movimiento de traslación terrestre y las variaciones estacionales en la latitud y dirección originadas por dicho movimiento, la configuración del fondo submarino, la forma de las costas y su influencia en la dirección de las corrientes, la desigual absorción y transporte de calor por la radiación solar absorbida por las aguas marinas, la influencia mutua entre las corrientes marinas y los vientos, el cambio de nivel de las aguas cálidas superficiales debido a las mareas, la desviación de las corrientes debido al efecto de Coriolis (que, a su vez, también se debe a los efectos de la rotación terrestre), etc.

### Los vientos

Esquema de los vientos monzónicos en la India, mostrando el monzón de verano, entre junio y agosto (lluvioso) procedente del suroeste, indicado con flechas rojas y la trayectoria del monzón de invierno, seco, del noreste, en color verde.

La creencia de que las corrientes marinas son ocasionadas por los vientos es muy antigua aunque incorrecta, a pesar de que a grandes rasgos suelen coincidir los patrones generales de dirección de los vientos con las direcciones y trayectorias de las corrientes marinas, pero esa coincidencia es aparente (en detalle se diferencian bastante) y se debe, como es lógico, a que tanto los vientos como las corrientes marinas responden a los mismos motivos ocasionados por las respuestas de dos fluidos (aguas marinas y aire atmosférico) a los movimientos de traslación y sobre todo, de rotación, de nuestro planeta. El ejemplo más claro de esta idea se puede ver en los vientos monzónicos entre Asia y el océano Índico: son vientos estacionales que van del Índico al continente asiático (es decir, de sur a norte) en la época de calor y de norte a sur durante la época de frío, mientras que las corrientes marinas en la zona intertropical del océano Índico van de este a oeste todo el año.
Sin embargo, hay que señalar un caso muy frecuente que ocurre en las bandas en las que se mueven los vientos del oeste (que son vientos constantes o planetarios). Dichos vientos pueden acelerar las olas cuando se acercan a las playas orientales de países y continentes en las latitudes medias. Dicha aceleración se produce por la rotación terrestre más que por el viento: las olas de oscilación que se forman en alta mar se convierten en olas de traslación cuando llegan a una playa, donde la profundidad disminuye bruscamente. Cuando esto ocurre la cresta de la ola avanza hacia la playa y cae sobre el agua que se desplaza sobre la arena hacia mar adentro (lo que se llama resaca). Pero incluso con el viento contrario al mar (de la tierra al océano) aunque dicho viento sea muy débil y solo rice el agua, provoca un ascenso de las aguas más frías del fondo (aun si se trata tan solo de una profundidad de un par de metros) al empujar mar adentro el agua superficial de dicha resaca.

### Comparación entre el mapa de corrientes del ejército de los Estados Unidos de 1943 y la animación hecha por la NASA

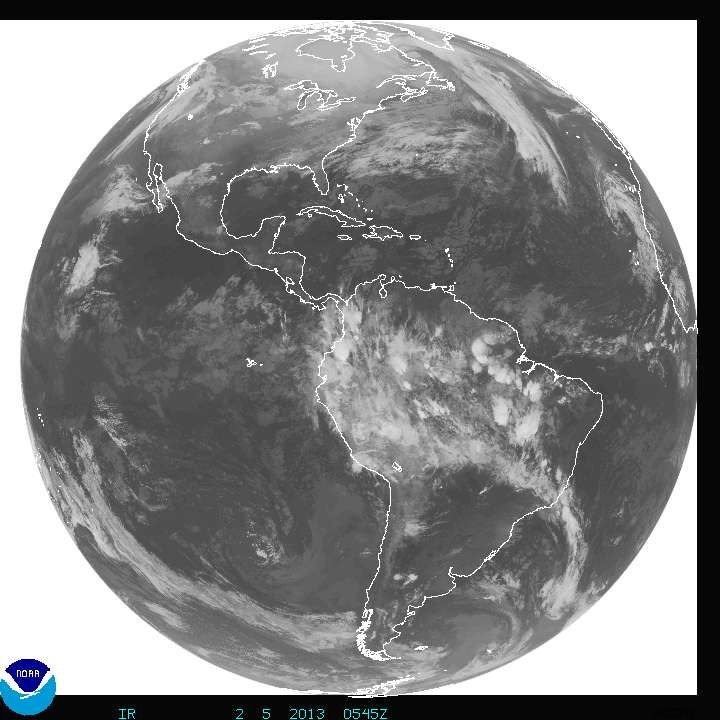
Imagen de radar del hemisferio occidental correspondiente al continente americano, tomada el 5 de febrero de 2013. Pueden verse los sistemas nubosos (en blanco), en el que destaca el sistema alargado del sur del Pacífico que corresponde a los vientos del oeste cuyas nubes se interrumpen al llegar a la costa sur de Chile. Pero también puede verse en este caso que la dirección de los vientos no coincide exactamente con la de las corrientes marinas aunque el mapa de corrientes de 1943 así lo muestre.

Un análisis con cierto detalle del mapa de corrientes de 1943 nos mostrará lo valioso de un esfuerzo que, aunque era apresurado (los Estados Unidos participaban en la Segunda Guerra Mundial, primero como colaborador de las potencias aliadas y después como participante activo) era esencial para dicho país, que tenía que desarrollar una flota nueva de guerra, de transporte de alimentos y de suministros militares y necesitaban conocer urgentemente los patrones de las corrientes marinas para tomar ventaja de dicho conocimiento. Pero la animación de dichas corrientes, realizada por la NASA y que desarrollan las corrientes oceánicas durante un lapso de unos tres años, representa una mejora sustancial con respecto al mapa citado. Un ejemplo servirá para establecer las diferencias: el mapa de 1943 muestra la corriente de Humboldt como una prolongación de la corriente del Pacífico Sur, lo cual aparece repetido en la mayoría de referencias bibliográficas que tratan el tema de las corrientes. En cambio, la animación realizada por la Nasa nos muestra que se trata de dos corrientes distintas cuyo origen es también distinto. También la imagen satelital del hemisferio occidental (América y océano Pacífico) nos muestra los efectos de la nubosidad que acompaña a la corriente meridional del Pacífico y la falta de nubes en las costas septentrionales de Chile y las del Perú donde la corriente de Humboldt, que es de aguas frías y que va de sur a norte, deja una imagen libre de nubes tanto mar adentro como en la zona costera de dichos países, lo cual nos aclara que se trata de dos corrientes distintas, una cubierta de nubes y la otra sin ellas por la mayor frialdad relativa de sus aguas.

### La rotación terrestre y las corrientes oceánicas
Los efectos de la rotación de la Tierra son visibles en la dirección de las corrientes oceánicas, en los patrones que se observan en la dinámica atmosférica, en el efecto Coriolis, en los patrones de los vientos, especialmente, de los planetarios, en la dinámica fluvial y en la surgencia de aguas frías de las profundidades submarinas en las costas occidentales de los continentes, principalmente de la zona intertropical. También es la responsable del abultamiento ecuatorial de nuestro planeta y, por ende, del achatamiento polar, aunque probablemente, el abultamiento ecuatorial se produjo en períodos de la historia geológica de nuestro planeta en los que su temperatura era mayor, por lo que tenía una especie de consistencia mucho más plástica y fácil de deformar. El abultamiento ecuatorial de la litósfera o parte sólida de la tierra es notable (el diámetro ecuatorial es unos 21 km mayor que el diámetro polar), pero el de la parte líquida (hidrósfera) es aún mayor, lo cual significa que el diámetro polar en la superficie de los océanos sería bastante menor que el ecuatorial y ello se debe a que la hidrósfera es una capa fluida y de menor densidad, por lo que la fuerza centrífuga del movimiento de rotación actúa elevando el nivel del mar en la zona intertropical por encima del nivel que tendría de no existir dicho movimiento de rotación. Y en el caso de la atmósfera, la deformación es aún mayor, ya que en la zona intertropical, el límite superior de la tropósfera es casi tres veces mayor que el que tiene en las zonas polares lo cual puede demostrarse con la gran altura de las nubes de desarrollo vertical en dicha zona. Un corolario muy conocido de estas ideas se refiere a que la montaña más elevada de nuestro planeta sería el pico Huascarán, en el Perú, o el Chimborazo en Ecuador, si tomáramos en cuenta la altura absoluta de dicha montaña con respecto al centro de la Tierra. El Everest, ubicado en la zona templada, aunque es la montaña más elevada del mundo con respecto al nivel del mar en las costas de la India (en el océano Índico), tendría una altura mucho menor que el Huascarán si midiéramos dicha altura también con relación al centro de la Tierra.
En conclusión, la fuerza centrípeta de la rotación terrestre se debe a la distinta longitud entre el radio terrestre en el ecuador (6.378 km) y el radio polar (6.357 km) que da un resultado de algo más de 21 km.

### Efecto Coriolis

#### Concepto

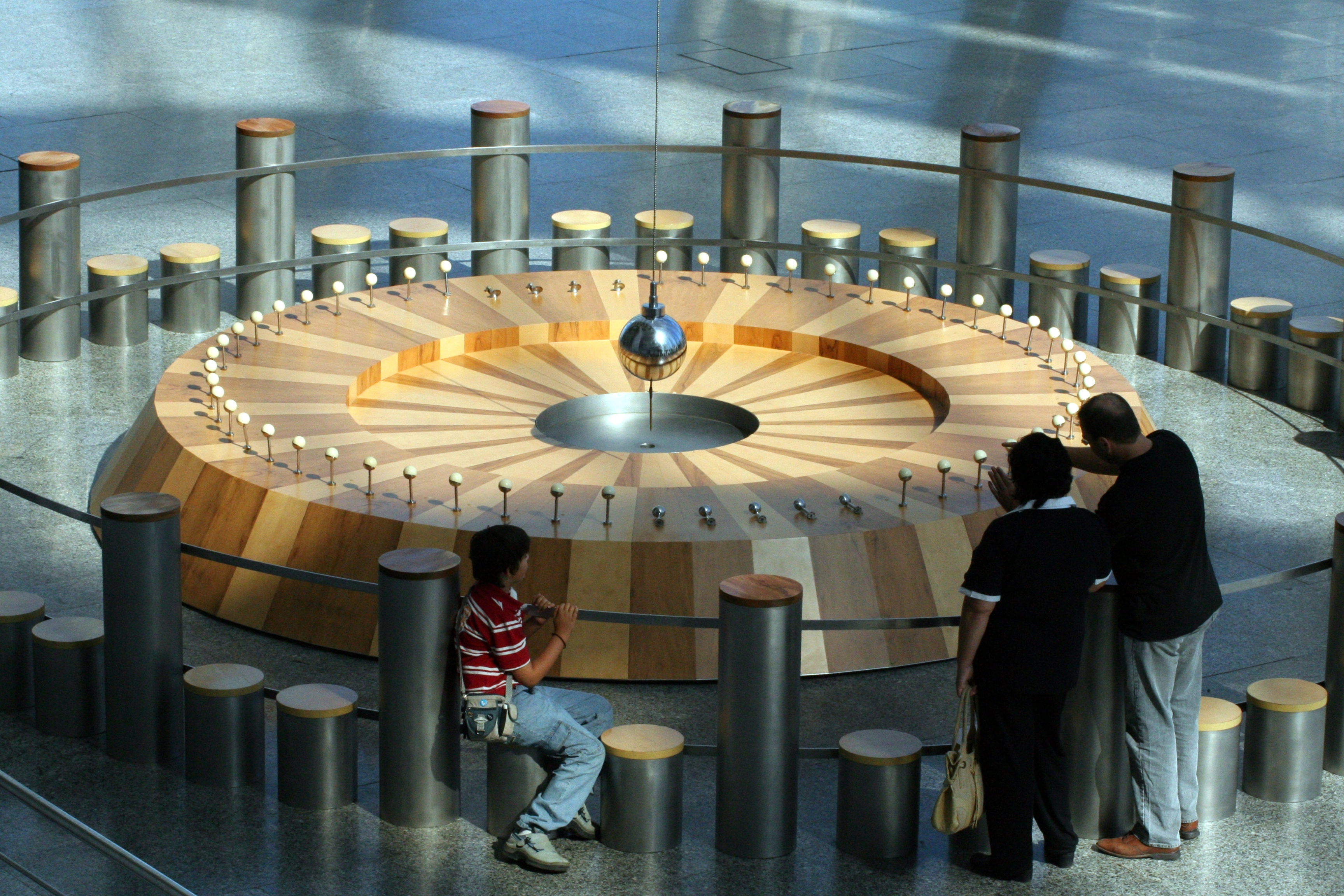
Péndulo de Foucault en el Museo de Ciencias de Valencia, mostrando la progresión de la desviación aparente hacia la izquierda (tanto al oscilar en una dirección como al desplazarse en la dirección contraria). El orificio central de la base va recogiendo las esferas blancas que el péndulo va tumbando en los pines de la circunferencia. Es fácil de ver, que el centro del círculo solamente da un giro cada día porque se mueve alrededor del paralelo de latitud terrestre donde está ubicado dicho punto, mientras que cualquier punto de la circunferencia donde están los pines dará dos vueltas cada día, una en la trayectoria recorrida a lo largo del paralelo de latitud de dicho punto y otra que dará dicho punto alrededor del centro de la base del péndulo.

El efecto Coriolis, descrito en 1835 por el científico francés Gaspard-Gustave Coriolis es una consecuencia del movimiento de rotación de la Tierra que afecta a todos los cuerpos en movimiento sobre la superficie terrestre, en este caso las aguas marinas, las cuales reaccionan inercialmente a dicho movimiento, tal como sucede con los vientos planetarios, que también se deben a la inercia del movimiento de rotación terrestre. Ello significa que el efecto Coriolis no es una verdadera fuerza sino una consecuencia de la rotación terrestre, es decir, no se trata de que el agua de los mares y océanos se mueva por sí misma, sino que es la litósfera la que gira alrededor del eje terrestre y ello origina las corrientes marinas, que, como hemos dicho, constituyen uno de los efectos más importantes de dicha rotación. La mejor demostración del efecto de Coriolis se comprueba experimentalmente con el péndulo de Foucault: este péndulo está suspendido de un punto para que una vez puesto en movimiento siga siempre la misma dirección. En cada oscilación va marcando un desplazamiento visible en la base del péndulo y dicho desplazamiento está producido, no por la desviación del propio péndulo sino por la rotación terrestre, lo que podríamos decir en síntesis, por el giro terrestre. Así, no es que se desvíe la dirección del movimiento inicial del péndulo sino que el lugar donde está ubicado también gira al igual que todo el planeta. Y la ventaja del empleo del péndulo de Foucault es que, no solo demuestra el movimiento de rotación terrestre sino también el sentido de dicho movimiento, que es de derecha a izquierda (de oeste a este) en el hemisferio norte y de izquierda a derecha en el hemisferio sur (de este a oeste).
El análisis del movimiento del péndulo de Foucault sirve para entender claramente el concepto de las corrientes marinas y de los vientos planetarios como un efecto inercial del movimiento de rotación terrestre. Ello se debe a que tanto el péndulo de Foucault como el  agua oceánica y el aire atmosférico se mueven en un espacio tridimensional, que es imposible simplificar cuando hablamos de un plano y un radio de giro en un plano bidimensional. Tratemos de entender la complejidad de un movimiento en un espacio tridimensional: la idea de Foucault fue sostener un péndulo de grandes dimensiones de un punto a gran altura (casi 60 m) con el fin de "aislar" la dirección inicial del péndulo del movimiento de la superficie terrestre. Como consecuencia de ello, dicha dirección inicial se mantiene mientras el péndulo siga oscilando: el hecho de que el péndulo derribe los pines o esferas siempre hacia la izquierda (mirando desde el propio centro de gravedad del péndulo) nos demuestra que no es que el péndulo vaya desviándose hacia la izquierda, sino que es el círculo donde se ubican los pines o esferitas que progresivamente serán derribadas por el propio péndulo, el que se mueve girando de derecha a izquierda, es decir, en sentido antihorario (nos referimos al hemisferio norte, ya que en el hemisferio sur el sentido de giro es inverso, es decir, en sentido horario, de izquierda a derecha). La diferencia entre el efecto antihorario en el hemisferio norte y el efecto horario en el hemisferio sur se debe, evidentemente, a que mientras que la dirección norte-sur se encuentra en el mismo sentido en los dos hemisferios, el desplazamiento del péndulo siempre es de oeste a este en ambos hemisferios, lo que significa la diferencia en cuanto al avance horario en el sentido de giro opuesto en los dos hemisferios. Todo esto ha sido suficientemente estudiado y descrito en multitud de trabajos, por lo que no tiene mucho sentido explicarlo aquí. 
Solo queda añadir que el círculo donde se mueve el péndulo da dos vueltas cada día (una alrededor de la Tierra sobre el paralelo de latitud donde se encuentra el círculo y otra alrededor del centro del mismo círculo). Y en cada oscilación del péndulo, el centro de gravedad del mismo se irá desplazando poco a poco de oeste a este, es decir, en sentido antihorario en el hemisferio norte y en sentido horario en el hemisferio sur.

### La insolación y las corrientes marinas
La radiación solar, es decir, la insolación, genera una ligera disminución de la densidad del agua, creando una especie de círculo vicioso: como el agua caliente es menos densa que el agua fría, se dispone en la superficie de los lagos, mares y océanos, ubicándose el agua más fría a mayor profundidad. Y, como el agua caliente está en la superficie, es la que recibe directamente la insolación, por lo que se calienta más. Pero recordemos que el aumento de la evaporación da origen al enfriamiento consiguiente de las aguas que no se han evaporado ya que el calor involucrado en la evaporación procede de dichas aguas. El resultado es que las aguas superficiales se calientan más durante el día y se enfrían también más durante la noche, lo cual da origen a que las aguas profundas tengan una temperatura estable tanto de día como de noche, mientras que las aguas superficiales tienen una temperatura muy variable, siendo mayor al final de la tarde y menor a mediados de la mañana, tal como se indica en el artículo sobre la diatermancia. Esto es claramente evidente en una piscina, estanque o en una playa tranquila, donde la temperatura del agua en los pies es mucho más fría que la que está en la superficie.
El problema descrito se complica cuando tenemos en cuenta las características físicas del agua: el agua no alcanza su máxima densidad a los 0 °C sino a los 4 °C. Ello tiene unas consecuencias muy importantes sobre las corrientes marinas y sobre la surgencia de aguas frías en las costas occidentales de los continentes en la zona intertropical y en las subtropicales.
Tratemos de explicar esta idea que viene constituyendo unos procesos que no suelen ser tomados en cuenta en algunas obras de oceanografía: como el agua del mar alcanza su mayor densidad a los 4 °C, toda el agua oceánica tendrá esa misma temperatura después de cierta profundidad, no solo adonde ya no llegan los rayos solares, sino más abajo, donde la presión de la propia columna de agua obliga a alcanzar esa temperatura. Dicho en otras palabras: el agua de la superficie oceánica puede tener una temperatura superior a 0°, pero a cierta profundidad solo puede tener 4°. Si el agua superficial alcanza menos de 4°, flotará (el caso extremo es la temperatura de 0°, en la que no solo se encontrará en la superficie, sino que se convierte en hielo, cuya densidad es bastante menor que la del agua líquida). Hay que aclarar, que en condiciones normales, el agua superficial no se congela exactamente a 0°, sino unos 2 grados por debajo del punto de congelación, debido a los minerales disueltos que contiene (sales y otros). Este hecho se conoce desde muy antiguo y 
se solía utilizar en las fiestas campestres para tener helados recién hechos durante el verano con el empleo de una centrifugadora metálica donde se coloca la leche, azúcar y sabores que se hace girar a gran velocidad sobre pedazos de hielo con abundante sal: el hielo no se funde a 0 °C sino a casi 2 °C bajo cero y esa diferencia enfría a los ingredientes de la mezcla hasta congelarlos.
Una conclusión se deriva de lo dicho: tanto las mayores temperaturas del agua oceánica como las menores se alcanzan en la superficie oceánica y cuando se alcanzan los 4° (bien sea por calentamiento del agua con temperatura entre 0° y 4° o por el enfriamiento de las aguas con temperaturas superiores a dicha cifra), el agua se hunde a cierta profundidad, hasta alcanzar la zona con temperatura uniforme (4 °C aproximadamente). Como es natural, las corrientes cálidas que se dirigen hacia las zonas polares (o mejor dicho, hacia la zona polar ártica, ya que en la zona antártica, la corriente circumpolar impide que las corrientes más o menos cálidas lleguen a la Antártida), se introducirán por debajo del hielo cuando se vayan enfriando (o calentando, según su temperatura inicial) hasta alcanzar los 4 °C (más exactamente, 3,8 °C).

### La configuración del relieve submarino
Existen diversos tipos de relieve submarino: 
- Fosas oceánicas
- Dorsales oceánicas
- Llanuras abisales
- Cordilleras submarinas
- Plataforma continental
- Talud continental

Sin embargo, con la excepción de las dos últimas formas del relieve submarino, dichas formas no ejercen prácticamente ninguna acción sobre la dirección o intensidad de las corrientes marinas (entendidas como corrientes superficiales). En el caso de la plataforma continental, su escasa profundidad (menos de 200 m) logra disipar gran parte de la energía producida por las corrientes, sobre todo en las costas más irregulares. Y en el caso del talud continental, su acción no se realiza directamente sobre las corrientes en superficie, sino sobre las aguas más profundas que se mueven al unísono con la litosfera sobre la llanura abisal. Pero al llegar a dicho talud continental en las costas occidentales de los continentes, las aguas más profundas son obligadas a ascender, actuando dicho talud continental como una cinta transportadora que eleva esas aguas profundas hacia la costa dando origen a una surgencia de aguas frías que constituyen las corrientes frías de las zonas intertropical y subtropical.

### La configuración de las costas
Este factor modificador de las corrientes marinas es sumamente importante y determina diferencias considerables en el sentido y trayectoria de las corrientes marinas (recordemos que las corrientes marinas se definen como corrientes superficiales de las aguas de océanos y mares, por lo que cualquier trazado de las costas puede incidir en esas corrientes).
Los casos más evidentes están en la dirección de la corriente ecuatorial del océano Atlántico cuando llega a las costas del Brasil y en la dirección de la corriente de Humboldt cuando es desviada hacia el ecuador terrestre por la configuración de las costas occidentales de América del Sur. En el primer caso,  la corriente ecuatorial del norte se divide en dos: una parte considerable se desvía hacia el norte (digamos un 75 %) debido a que el responsable de esta desviación (punta oriental del Brasil) se encuentra a unos 5° al sur del ecuador terrestre. La gran cantidad de aguas cálidas que se desvían al noroeste es responsable de la gran cantidad de precipitaciones en las Guayanas (unos 4000 mm en promedio) en comparación a la corriente que se desvía hacia el suroeste, que lleva un promedio de precipitaciones mucho más bajo (digamos unos 1500 mm). Más aún, esta diferencia en el desvío de la corriente ecuatorial llega a producir épocas de sequía sumamente severas en el noreste del Brasil, explicadas por Josué de Castro en su libro Geopolítica del hambre como la razón de los desplazamientos de poblaciones enteras hacia el sur, huyendo de la sequía y del hambre. Y en el segundo caso, las aguas frías de la corriente de Humboldt que se producen en las costas de Chile y Perú al ascender allí por efecto del movimiento de rotación terrestre son desviadas hacia el ecuador terrestre por la curvatura de las costas del continente sudamericano. Y este afloramiento de aguas profundas a lo largo de las costas occidentales de América del Sur da origen al clima desértico de las mismas (desiertos de Atacama en Chile y de Sechura y de otras zonas costeras del Perú), por una parte, y también a la existencia de una zona sumamente rica en recursos pesqueros, no tanto por la frialdad de las aguas, sino porque el ascenso de las mismas trae a la superficie gran cantidad de sustancias orgánicas en descomposición que de otra manera se hundirían definitivamente en el fondo del océano y que constituyen una especie de alimento para el fitoplancton (vegetación oceánica) directamente, e indirectamente, para la fauna marina.

### Los vientos planetarios y las corrientes oceánicas
El efecto del viento sobre la intensidad, duración y dirección de las corrientes oceánicas es prácticamente inexistente. El que muchas veces la dirección de las corrientes marinas y de los vientos planetarios coincida entre sí se debe a que tanto las unas como los otros se desplazan por las mismas razones relacionadas con los movimientos de la Tierra como planeta, especialmente el movimiento de rotación terrestre.
Sin embargo, la idea de que el viento es el motor de las corrientes marinas está muy arraigada en todo el mundo a pesar de que desde hace unos 500 años se ha podido comprobar que esa es una correlación prácticamente inexistente. Por ejemplo, Seager y otros afirman que:
Here (es decir, en el artículo) it is shown that the principal cause of this temperature difference is advection by the mean winds. South-westerlies bring warm maritime air into Europe and north-westerlies bring frigid continental air into north-eastern North America. Further, analysis of the ocean surface heat budget shows that the majority of the heat released during winter from the ocean to the atmosphere is accounted for by the seasonal release of heat previously absorbed and not by ocean heat-flux convergence (Seager et al.). Al respecto es necesario decir que:
- En la primera frase se dice que la diferencia entre las temperaturas de las costas occidentales de Europa (cálidas) y las orientales de América (frías) se debe a la advección, es decir, el transporte horizontal del calor por medio de los vientos.
- En la segunda frase se dice que los vientos del suroeste traen aire cálido de origen marítimo hacia Europa mientras que los vientos del noroeste (masas continentales de aire frío de América del Norte) llegan a las costas nororientales de América del Norte enfriando mucho las temperaturas de las costas orientales del Canadá y del noreste de los Estados Unidos.
- En la tercera frase se afirma que el análisis del balance térmico en la superficie oceánica muestra que la mayor parte del calor liberado por el océano en la atmósfera durante el invierno procede del calor previamente absorbido y no por la convergencia del flujo de calor oceánico.

Curiosamente, en la cita anterior se contradice por completo la idea principal que expresa el artículo (que el transporte del calor a Europa se debe a los vientos y no a la corriente del Golfo) ya que si se habla de que los vientos del oeste traen aire cálido marítimo a Europa (bring warm maritime air into Europe) se está diciendo que los vientos del oeste traen consigo el calor emitido por la corriente del Golfo traducido en nubes y niebla los cuales ceden, a su vez, el calor de condensación (de origen marítimo, no atmosférico como señala el propio artículo de Seager et al) al continente europeo, especialmente en sus costas noroccidentales. Y en la segunda frase, por contraste, se reafirma lo mismo que en la primera ya que la diferencia entre la temperatura entre Gran Bretaña y la península del Labrador no se debe solo al transporte de aire marítimo cálido hacia Europa sino del transporte de aire frío continental hacia las costas nororientales de América del Norte que son, en consecuencia, mucho más frías que las costas europeas.
Por último, en la tercera frase se afirma que la mayor parte del calor liberado por el océano en la atmósfera procede del calor previamente absorbido (también por el océano, se entiende) y no por la convergencia del flujo de calor oceánico. En esta frase se explica algo que está mucho mejor desarrollado en el artículo sobre la diatermancia donde se señala que las aguas oceánicas, debido a su mayor calor específico, aunque tardan mucho más tiempo en absorber el calor procedente de la radiación solar, también tardan más tiempo en liberarlo, regulando la temperatura a lo largo del año y de las distintas estaciones geoastronómicas. Y esta regulación de la temperatura es la característica fundamental de los climas marítimos típicos de la Europa noroccidental (islas británicas, por ejemplo).

## El caso especial de las islas en las costas orientales del océano Atlántico y de otras partes

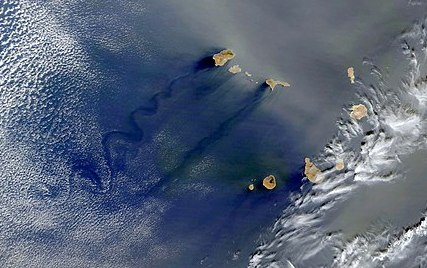
Corrientes oceánicas frías por el ascenso de aguas profundas provocado por la pendiente del talud continental al oeste de las islas de Cabo Verde. Fuente: NASA

El ejemplo de algunas islas localizadas en las costas occidentales de los continentes sirve para demostrar el origen de las corrientes frías con la emersión o surgencia de aguas profundas por el movimiento de rotación terrestre. Y el hecho de que algunas de esas islas sean de origen volcánico (con una gran profundidad con respecto a su extensión) genera la formación de lo que podríamos llamar ríos oceánicos, que no son sino corrientes oceánicas frías de reducidas dimensiones que, no solo cumplen con el origen y características de las todas las corrientes marinas en general y de las corrientes oceánicas frías, sino que constituyen una demostración del origen geoastronómico de las mareas basado en el movimiento de rotación terrestre. Es el caso de las corrientes oceánicas frías en las costas occidentales de las islas de Cabo Verde como puede verse en la imagen satelital de la NASA. En dicha imagen puede verse como las aguas frías de color oscuro por ser más densas forman una especie de ríos en el océano que van perdiendo su velocidad a medida que avanzan hacia el suroeste. La dinámica de estas corrientes (una para cada isla) es muy simple: aunque como se ha dicho, las aguas del fondo submarino se desplazan de oeste a este, cuando ya se encuentran en la superficie dejan de tener esta dirección para desviarse hacia el suroeste ya que la rotación de la Tierra de oeste a este tiene una consecuencia, por inercia, de desplazar las aguas hacia el oeste, pero la fuerza centrífuga también de dicho movimiento desvia las aguas hacia el sur (donde está el ecuador) dando como resultado una dirección sureste que, a medida que se va acercando a la línea ecuatorial, se va convirtiendo en Este franco. Desde luego, esto no sucede en este caso, porque el ecuador está lejos, y la velocidad de estas estrechas corrientes va disminuyendo como puede verse por la especie de meandros que dibujan en las islas más importantes.

## El caso especial de los mares cerrados
En los grandes mares cerrados (o casi cerrados) como es el caso del mar Mediterráneo, Báltico, mar de las Antillas, golfo de México y otros), las corrientes marinas reflejan nítidamente el efecto del movimiento de rotación terrestre y no la dirección de los vientos y ello constituye una magnífica prueba de lo que se ha señalado al comienzo con respecto al origen de las corrientes oceánicas.
La diferencia más notable entre mares y océanos abiertos se observa en que en los primeros es posible ver un desplazamiento de las corrientes en forma circular adaptándose, como es lógico, a la configuración de las costas, sin que se vea casi ninguna coincidencia entre dirección de los vientos y dirección de las corrientes, mientras que en los océanos abiertos se pueden comprobar algunas de las grandes coincidencias entre corrientes marinas y los vientos constantes o planetarios. Pero en este último caso, la aparente coincidencia entre algunas corrientes y los vientos planetarios no se debe a que dichos vientos muevan las corrientes marinas, sino todo lo contrario, los vientos planetarios (alisios, vientos del oeste, etc.) son causados por las diferencias de presión atmosférica creadas por dichas corrientes. Algunos ejemplos servirán para demostrar claramente la idea de que son las corrientes oceánicas las que determinan la dirección, características y trayectoria de los vientos planetarios y no al contrario.

### Las corrientes marinas en el mar Mediterráneo
El mar Mediterráneo, así como todos los mares internos de su cuenca (Adriático, Tirreno, Jónico, etc.) y el mar Negro presentan todos ellos una corriente marina paralela a la costa meridional en sentido oeste-este y una corriente paralela a la costa norte en sentido inverso, es decir, de este a oeste. Esta corriente circular está indicada en el mapa de corrientes oceánicas de 1943 si se amplía hasta ver esa dirección indicada con algunas flechas negras. La razón de la dirección de esta corriente circular se debe al movimiento de rotación terrestre y no a la dirección de los vientos que, generalmente vienen del suroeste (son los vientos del oeste) durante casi todo el año, aunque también pueden soplar desde cualquier dirección atendiendo a la posición momentánea de los centros de acción (ciclones y anticiclones). Curiosamente, los vientos que traen mayor peligro a las embarcaciones deportivas (en el caso del mar Mediterráneo) son los vientos de Levante, es decir, del este, al ser de mayor intensidad, como señala Vicente Blasco Ibáñez en su obra Flor de Mayo: 

A mediodía cambió el tiempo. Sopló el viento de Levante, tan terrible en el golfo de Valencia; el mar se rizó levemente; avanzó el huracán, arrugando la tersa superficie, que tomaba un color lívido, y un montón de nubes corriéronse desde el horizonte, cubriendo el sol.
Tomado de Ángel Lacalle. Vida española. Textos de español moderno. Barcelona: Bosch, Casa Editorial, 1948, p. 88

.
Como consecuencia de la dirección de dichas corrientes en el Mediterráneo, la geometría de los puertos debe protegerlos mediante escolleras y malecones ubicados siempre a su izquierda viendo el puerto desde la costa hacia mar adentro. Así el puerto quedará protegido, no de los vientos (que pueden soplar en cualquier dirección), sino de las corrientes que son las que pueden ocasionar consecuencias más negativas para la navegación y para la seguridad de los puertos.

### Las corrientes marinas en el mar Báltico
Las corrientes marinas del mar Báltico siguen exactamente el mismo patrón que en el mar Mediterráneo pero las costas tienen distintas características, además de que en este caso, existe un superávit de agua que pasa al mar del Norte a través de los estrechos daneses, al contrario de lo que sucede en el estrecho de Gibraltar. En el caso del Báltico, lo mismo que se ha explicado en el Mediterráneo, las aguas siguen un movimiento circular en sentido antihorario: las costas del sureste (Alemania, Polonia, países bálticos) son bajas y arenosas por lo que se forman barras y cordones litorales que se alargan de izquierda a derecha y que encierran a una especie de laguna litoral que recibe el nombre, en alemán, de haff, término que equivale al de albufera en español (). Lo mismo que sucede con la Albufera y el Mar Menor en España, las lagunas de las costas surorientales del mar Báltico crecieron por el lado izquierdo y se abren por el derecho (mirando hacia el mar abierto) para dar paso a las aguas sobrantes de la laguna. Se trata del mismo diseño que los puertos en el Mediterráneo pero en este caso tiene un origen natural. O, dicho en sentido inverso, la entrada de los puertos para la navegación siempre debe estar ubicada en el punto opuesto a la dirección de las corrientes litorales. Si no fuera así, los puertos quedarían inutilizados en poco tiempo.

## Tipos de corrientes oceánicas

### Según su temperatura
Una clasificación sugerida de estos movimientos, proviene de la temperatura de las masas de agua que se desplazan en cada uno de dichos movimientos: 
- Cálida: flujo de las aguas superficiales de los océanos que tiene su origen en la zona intertropical y se dirige, a partir de las costas orientales de los continentes (América del Norte y Asia) hacia las latitudes medias y altas en dirección contraria a la rotación terrestre, como por ejemplo la corriente del Golfo o la de la Kuroshio o corriente del Japón. En el hemisferio sur, estas corrientes son casi inexistentes, por la configuración de las costas y por el hecho de que en las latitudes de clima templado y frío no existen casi tierras.
- Fría: flujo de aguas frías que se mueven como consecuencia del movimiento de rotación terrestre, es decir de este a oeste, a partir de las costas occidentales de los continentes por el ascenso de aguas frías de grandes profundidades en la zona intertropical y subtropical. Ejemplos de corrientes frías: la de Canarias, la de Benguela, la de Humboldt o del Perú, y la de California, todas ellas en las costas occidentales de los continentes de la zona intertropical y subtropical. Las corrientes de Oyashio (en el océano Pacífico) y la de Groenlandia o corriente del Labrador, también se producen por el ascenso de aguas frías y podrían definirse como una compensación al efecto de las corrientes cálidas cuando alcanzan las altas latitudes en las costas occidentales de los continentes. Estas corrientes frías solo se presentan en la zona ártica ya que la zona antártica es mucho más uniforme y solo tiene una corriente continua circumpolar en la que no existe un ascenso de aguas frías provocado por el relieve submarino. Por lo que se señala arriba, la corriente circumpolar antártica presenta aguas superiores a 4° en primer lugar, porque son superficiales y en segundo lugar, porque absorben cierta cantidad de radiación solar por el hecho de desplazarse permanentemente en la misma dirección y sin el ascenso de aguas frías por recorrer un círculo casi completamente sin tierras. En este sentido, la circulación antártica es relativamente sencilla: un giro perpetuo de 360° alrededor de la Antártida y a cierta distancia de este continente, que sirve de barrera tanto a las aguas cálidas procedentes de la zona intertropical (a diferencia de la corriente del Golfo en el océano Atlántico Norte y la de Kuroshio en el Pacífico Norte), como a los icebergs procedentes de los hielos antárticos (a diferencia también de Atlántico Norte, donde la corriente fría de Groenlandia puede llegar a traer icebergs a latitudes más bajas del noreste de los Estados Unidos y del este de Canadá (latitudes similares a las de Francia y el Reino Unido). La corriente de Groenlandia Occidental o corriente del Labrador fue la responsable del desplazamiento del iceberg que ocasionó el naufragio del Titanic en abril de 1912, unos 1500 km al este de Nueva York y casi a la misma latitud que esta ciudad.

### Según sus características
Una segunda clasificación incluye el tipo de corriente a la cual se asocia el desplazamiento de masas de aguas en cualquier medio. Se asocia según el fenómeno que permite el movimiento.
- Corrientes oceánicas, son producidas por el movimiento de rotación terrestre por lo que presentan un movimiento constante, en general, en sentido este - oeste en la zona intertropical o en sentido inverso, de oeste a este, es decir, con el mismo sentido que la rotación terrestre en las latitudes medias o altas.

Se trata, lo mismo que sucede con los vientos constantes o vientos planetarios, de desplazamientos producidas por efecto de la inercia: en la zona intertropical, las corrientes se mueven en sentido contrario a la rotación terrestre, las aguas del fondo oceánico acompañan a nuestro planeta en el movimiento de rotación de oeste a este, pero las aguas superficiales se van quedando atrás por inercia, lo que significa una corriente ecuatorial de gran amplitud y la de mayor volumen de agua que se produce en nuestro planeta.

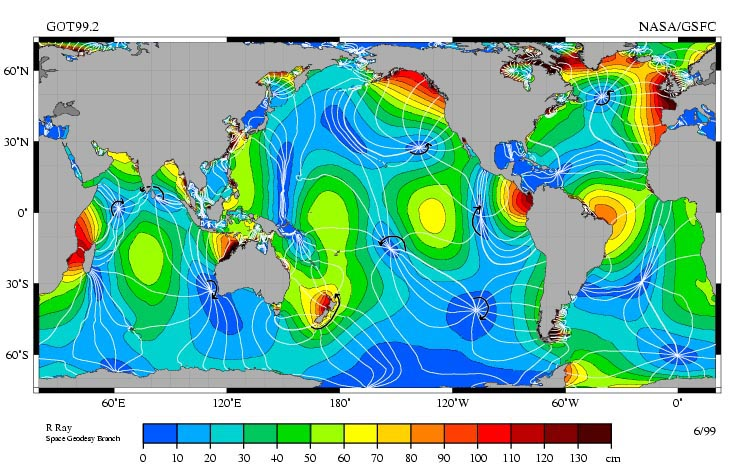
Líneas cotidales para ver el efecto de las mareas en los mares y océanos, en especial, a lo largo de las costas.

Dicho en otros términos: la corriente ecuatorial se desplaza de este a oeste por inercia ya que las aguas presentan una resistencia a acompañar a nuestro planeta en su movimiento de rotación. Pero en las latitudes medias y altas, las corrientes se mueven de oeste a este debido también al mismo principio de inercia, aunque en este caso, se trata de un efecto inercial que va aumentando progresivamente a medida que aumente la latitud, incrementándose su velocidad y llegando a superar ligeramente a la propia velocidad de la rotación terrestre. Por otra parte, como esta circulación oceánica tiene un patrón similar al de los vientos planetarios, interactúan mutuamente, tanto en su velocidad de desplazamiento como a la cantidad de calor que trasladan. Involucran el movimiento de grandes masas de aguas, afectando la temperatura de la capa superior y repartiendo una enorme cantidad de humedad y, por ende, de calor, en el sentido de los meridianos. Por esta razón, las corrientes oceánicas son las que explican las enormes diferencias climáticas entre las costas americanas y europeas del Atlántico Norte, por citar un ejemplo muy conocido. 
- Corrientes de marea, son corrientes periódicas con ciclo diario que son producidas por la atracción lunar y en menor grado, del sol. Son corrientes superficiales de las aguas del mar y, por lo tanto, involucran en su mayor parte, aguas cálidas. Aunque poco estudiadas, estas corrientes de marea involucran enormes desplazamientos de agua del hemisferio norte al sur y viceversa. Obviamente, si la posición del sol y la luna coinciden en el mismo hemisferio (durante la luna llena o luna nueva en el verano del hemisferio norte), las mareas resultantes atraen una gran cantidad de agua que puede cruzar el ecuador terrestre en el océano Pacífico y más aún, en el océano Atlántico, debido en este último caso a la configuración de las costas sudamericanas, que desvían la corriente ecuatorial y por ende, las mareas vivas hacia el noroeste, a lo largo de la costa sudamericana del noreste del Brasil, de las Guayanas, de Venezuela y de las Antillas. Y durante el invierno en el hemisferio norte ocurre el proceso inverso.
- Corrientes de oleaje, son las que modifican en gran parte el litoral y son producidas por los vientos, en especial, por las tempestades o huracanes que se asocian al movimiento de las masas de aire tanto de origen continental como marítimo.

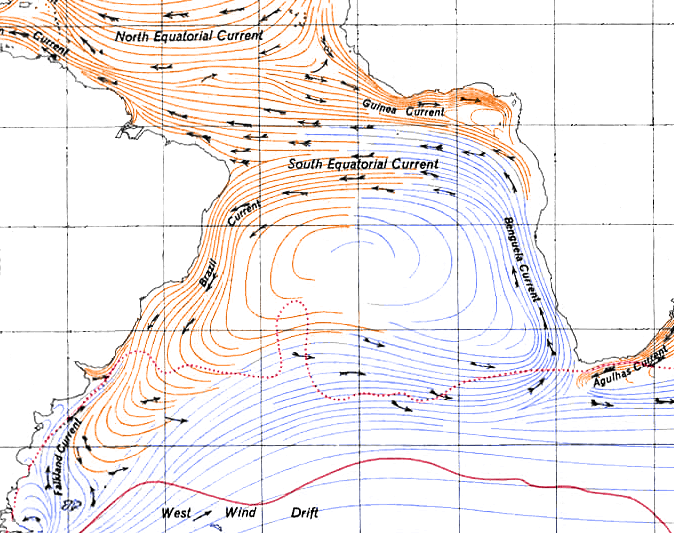
Desviación hacia el noroeste de gran parte de la corriente ecuatorial del sur, al encontrarse el cabo San Roque, punta más oriental de la América del Sur, unos 5° de latitud al sur del ecuador terrestre, que es la línea que pasa por la desembocadura del río Amazonas junto a la isla de Marajó.

- Corrientes de deriva litoral: constituyen la resultante de la acción de las corrientes oceánicas al llegar a las costas cuyo trazado presenta alguna inclinación o desviación con respecto a la dirección original de las mismas. El ejemplo de la corriente ecuatorial atlántica al llegar a las costas del Brasil (como puede verse en el mapa de corrientes, es muy claro en este sentido, ya que casi todas las aguas de la misma son desviadas hacia el noroeste porque las costas tienen esta dirección. La corriente de deriva litoral brasileña o corriente del noreste del Brasil, lleva una gran cantidad de aguas cálidas hacia las costas de las Guayanas, costa oriental de Venezuela y las Pequeñas Antillas. Es por este motivo por el que las costas atlánticas de las Guayanas y de Venezuela, presentan un clima más lluvioso que las del noreste del Brasil, ya en el hemisferio sur. También tiene otras dos consecuencias muy importantes: la desviación del ecuador térmico hacia el hemisferio norte y la menor incidencia de los huracanes en las costas meridionales del Brasil.
- Corrientes de densidad, se presentan en las zonas de contacto de dos masas de agua con distinta densidad, por lo general debido al encuentro de aguas de distinta temperatura aunque esta idea puede dar origen a cierta confusión, ya que la mayor densidad del agua se presenta a 4 °C y casi siempre pensamos que las aguas frías son más densas, lo cual es cierto pero solo hasta que alcanza la temperatura indicada. Este intercambio de aguas de distinta densidad pueden presentarse en tres áreas de contacto:

1. En los estrechos entre mares u océanos distintos, como sucede en el estrecho de Gibraltar, las aguas del Atlántico se introducen al Mediterráneo como una cuña por su mayor densidad, mientras que las del Mediterráneo, generalmente más cálidas, pasan hacia el Atlántico por arriba por su menor densidad. En este caso, las aguas del Atlántico tienen un volumen muy superior a las del Mediterráneo, porque este mar es deficitario en agua debido al clima más seco y a la fuerte evaporación de sus aguas. Los estrechos daneses, en cambio, intercambian agua del mar del Norte con la procedente del mar Báltico pero en forma distinta, ya que el mar Báltico tiene un superávit de agua que sale hacia el mar del Norte, principalmente por el canal que separa Dinamarca con Suecia, es decir, junto a las costas de este último país.

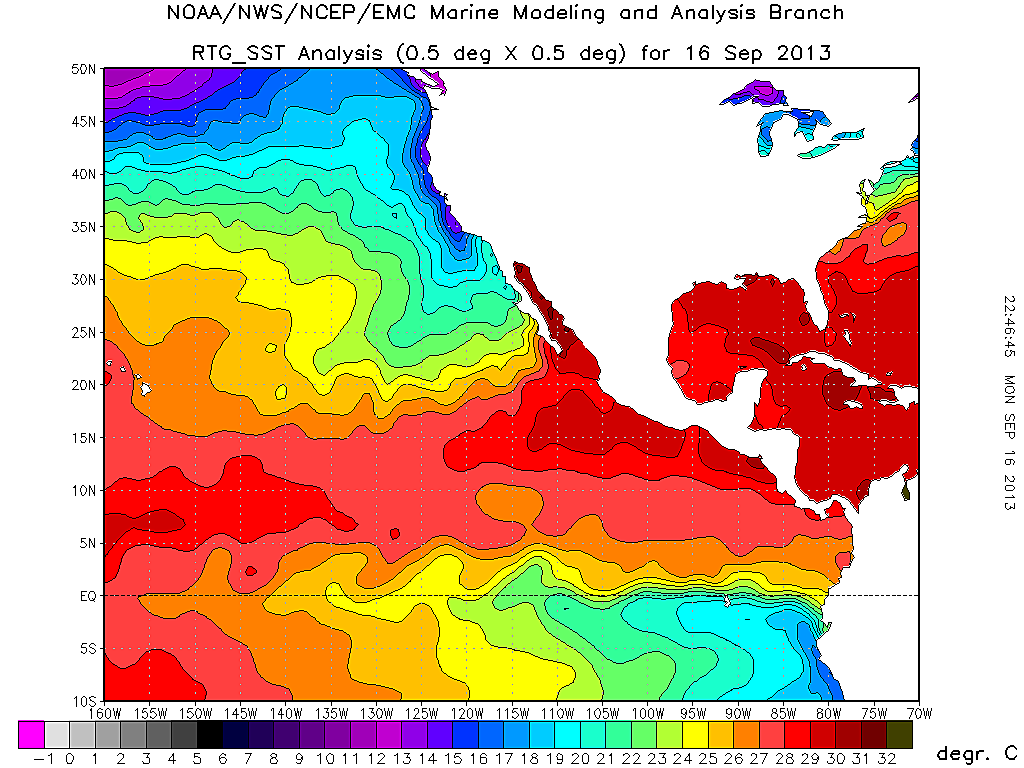
Temperaturas superficiales del océano Pacífico correspondientes al 16 de septiembre de 2013. Puede verse que las mayores temperaturas no se corresponden con el ecuador geográfico sino con el paralelo de 10° N, lo cual se debe a la influencia de las aguas frías de la corriente de Humboldt, justo al sur del ecuador.

2. A lo largo del ecuador, donde las corrientes frías pueden encontrarse junto a corrientes más cálidas con la misma dirección este a oeste, pero de otro hemisferio. En este caso, a lo largo del ecuador existe una misma corriente ecuatorial pero donde coexisten aguas de muy distinta temperatura, como puede verse en el cartograma de las temperaturas superficiales del océano Pacífico.
3. A lo largo del círculo polar ártico, donde las corrientes procedentes del océano Ártico hacia el sur son de aguas muy frías (menos de 4 °C) y por lo tanto son superficiales al tener menor densidad (recordemos que la mayor densidad del agua se presenta en torno a los 4 °C). De hecho, la corriente de Groenlandia Oriental trae hacia el sur una gran capa de hielo flotante, lo que explica que la costa oriental de Groenlandia esté prácticamente despoblada. En cambio, en la costa occidental de Groenlandia emergen aguas profundas que, por definición, tienen una temperatura en torno a los 4 °C, lo que explica que sea una costa libre de hielos y, en consecuencia, concentre la casi totalidad de la población de Groenlandia.

## Causas físicas de las corrientes marinas

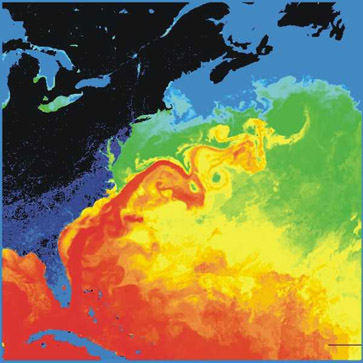
Muestra en colores de la proyección de la corriente del Golfo que, como indica su color, es una corriente de aguas cálidas.

Entre los mecanismos hidrológicos y oceanográficos que explican la producción de las corrientes oceánicas podemos citar los tres más importantes: los movimientos de rotación y de traslación terrestres, los vientos planetarios y la surgencia de aguas frías de las profundidades en las costas occidentales de los continentes en la zona intertropical y en las latitudes subtropicales. Esta surgencia de aguas frías que se produce en las costas occidentales de los continentes en las latitudes tropicales se debe al movimiento de rotación terrestre, el cual tiene dos consecuencias importantes: una sobre los vientos, el efecto de Coriolis, que desvía hacia el este a los vientos alisios y otra sobre las propias corrientes marinas, que las desvía de manera similar también hacia el este.

## Consecuencias
Clima seco en las costas occidentales de la zona intertropical o subtropical que están bañadas por corrientes frías y clima más cálido y húmedo en las costas occidentales de los continentes en las latitudes medias y altas, debido a la enorme cantidad de energía que transportan desde la zona intertropical. A grandes rasgos, las direcciones de las corrientes oceánicas coinciden con la de los vientos planetarios por los mismos motivos que éstos.

## Principales corrientes

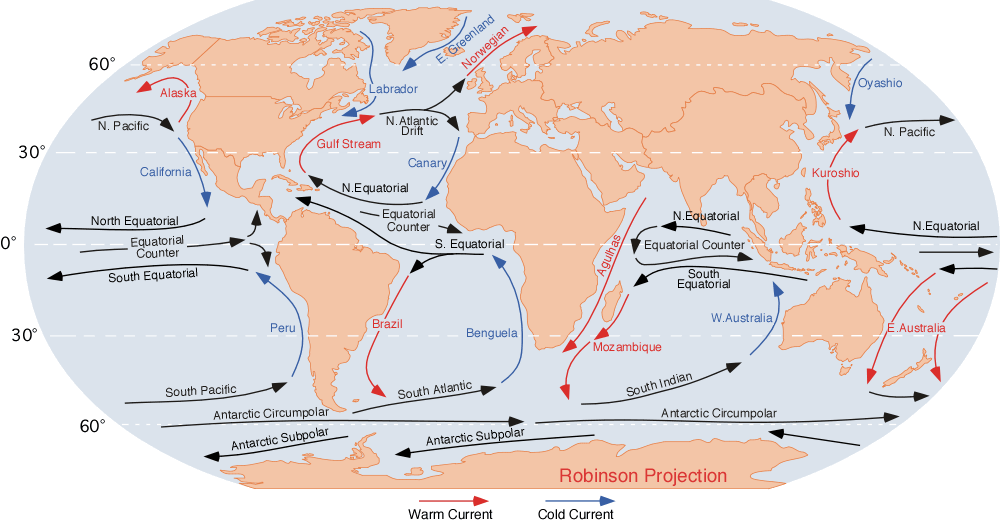
Principales corrientes marinas.

### Océano Ártico
- Corriente de Groenlandia Occidental
- Corriente de Groenlandia Oriental
- Corriente de Noruega

### Océano Atlántico
- Corriente de las Antillas
- Corriente del Atlántico Norte
- Corriente del Atlántico Sur
- Corriente de Benguela
- Corriente del Brasil
- Corriente del Cabo de Hornos
- Corriente de las Canarias
- Corriente del Caribe
- Corriente Ecuatorial del Norte
- Corriente Ecuatorial del Sur
- Corriente del Golfo
- Corriente de Groenlandia Occidental
- Corriente de Groenlandia Oriental
- Corriente de Guinea
- Corriente de Labrador
- Corriente de Madagascar
- Corriente de las Malvinas
- Corriente del norte de Brasil
- Corriente de Noruega
- Corriente de Portugal
- Corriente de Spitzbergen

### Océano Pacífico
- Corriente de Alaska
- Corriente de las Aleutianas
- Corriente de Australia Oriental
- Corriente de California
- Corriente de Cromwell
- Corriente Ecuatorial del Norte
- Corriente Ecuatorial del Sur
- Corriente de Humboldt
- Corriente de Kamchatka
- Corriente de Kuroshio (o Corriente de Japón)
- Corriente de Mindanao
- Corriente del Niño
- Corriente de Oyashio
- Corriente del Pacífico Norte

### Océano Índico
- Corriente de las Agujas
- Corriente de Australia Occidental
- Corriente Ecuatorial del Sur
- Corriente del este de Madagascar
- Corriente de Leeuwin
- Corriente de Madagascar
- Corriente del Monzón
- Corriente de Mozambique
- Corriente de Somalia

### Océano Antártico
- Corriente Antártica
- Corriente Circumpolar Antártica
- Giro Weddell